# Westra Wermlands Sparbank
Westra Wermlands Sparbank är en sparbank med verksamhet i västra Värmland. Banken lyder under sparbankslagen och är fristående, men har samarbetsavtal med Swedbank gällande bland annat IT-system. 
Verksamhetsområdet omfattar Arvika, Eda och Årjängs kommuner och banken har sju kontor. Huvudkontoret finns i Arvika och övriga kontor i Charlottenberg, Edane, Koppom, Töcksfors, Åmotfors och Årjäng. Banken har drygt 100 anställda och har en affärsvolym på ca 21,2 miljarder kronor (2016). Banken är en aktiv medlem i Sparbankernas Riksförbund. 
Westra Wermlands Sparbank bildades 1856 i Arvika. I samband med bildandet av FöreningsSparbanken förvärvade Westra Wermlands Sparbank 1998 fem kontor av FöreningsSparbanken, f.d. föreningsbankskontoren i Arvika, Koppom, Töcksfors och Årjäng samt f.d. sparbankskontoret i Årjäng. Det totala förvärvet omfattade 1,4 miljarder kronor.
Westra Wermlands Sparbank har gjort ett antal större donationer, bland annat har man bekostat installationen av en MR-kamera vid Arvika sjukhus (cirka 15 miljoner) och senare en uppdatering av densamma (cirka 10 miljoner). Banken har mellan åren 2011-2016 legat topp tre i SKI:s kundnöjdhetsmätning bland banker.